# Oligosoma northlandi
Oligosoma northlandi — вид сцинкоподібних ящірок родини сцинкових (Scincidae). Ендемік Нової Зеландії.

## Поширення і екологія
Ophiomorus northlandi відомі за напівскам'янілими рештками, що датуються пізнім голоценом. Вони мешкали в регіоні Нортленд на Північному острові Нової Зеландії.